# Marcos Baggiani
Marcos Baggiani (* 1973 in Buenos Aires) ist ein argentinischer Jazz- und Improvisationsmusiker (Schlagzeug, Komposition).

## Leben und Wirken
Baggiani begann im Alter von 8 Jahren mit dem Schlagzeugspielen. Er spielte zunächst südamerikanische Folklore, dann Grunge und Funk und kam dann in Kontakt mit dem Jazz. Er absolvierte ein erstes Studium, das er mit dem Bachelor abschloss. 2001 zog er nach Amsterdam; am Conservatorium van Amsterdam vertiefte er sein Jazzstudium (Master).
Mit Michael Fischer  bildete Baggiani 2003 das Duo bAgg*fisH, das improvisierte Musik aufführte und mit Musikern wie Burton Greene, Wilbert de Joode, Eric Boeren, Oscar Jan Hoogland, Felicity Provan, Hilary Jeffery, Gregorio Kazakoff zusammenarbeitete. 2013 waren Fischer und er als Artists in Residence ans Steim eingeladen. Von 2004 bis 2006 veranstaltete Baggiani zusammen mit der Tänzerin Valeria Primost monatlich The Meeting Point im Bimhuis. Er tourte mit Jazz Plays Europe 2009 und mit Take 5 Europe II 2013. In der Gruppe Jerboah spielte er mit der Sängerin Brechtje van Dijk und den Blockflötistinnen Sarah Jeffery, Josephine Bode und Dodo Kis.
Mit Guillermo Celano leitete er mehrere Bands. Mit C.B.G., der Celano/Baggiani Group, hat er mehrere Alben in verschiedenen Formationen veröffentlicht; zur Quartettbesetzung gehörten zunächst Michael Moore an Altsaxophon und Klarinette, Celano an der Gitarre und Sven Schuster am Kontrabass. Auf den Alben Nothing Changes (2008) und Alienology (2010) bei Trytone Records wurde die Gruppe um Gorka Benítez verstärkt. 2011 erweiterte sich das Quartett für eine Tournee zum Sextett für die Tournee um Ellery Eskelin und Sylvie Courvoisier. 2012 wurde das Quartett umformiert mit Joachim Badenhorst am Tenorsaxophon, Klarinette und Bassklarinette und mit Clemens van der Feen am Kontrabass; 2015 wurde diese Besetzung erstmals bei Trytone Records dokumentiert. In der Gruppe Lily’s Déja Vu spielte er mit Celano, Ingrid Laubrock am Saxophon und Jasper Stadhouders am E-Bass. 2012 kam die erste CD des Quartetts heraus; 2015 folgte Live in Paradox. Mit Gorka Benítez und Celano bildete er das BBC Trio (¿Donde está nuestro Hogar?, 2019).
Baggiani trat auf dem North Sea Jazz Festival, dem Moers Festival, bei Moldejazz und dem London Jazz Festival auf. Gemeinsam mit Natalio Sued (Tenorsaxophon), Oscar Jan Hoogland (Klavier) und Harald Austbo (Cello) gründete er das Improvisationsquartett The Ambush Party (gleichnamiges Album 2011). Weiterhin arbeitete er mit Musikern wie David Kweksilber, John Edwards, Ernst Reijseger, Airelle Besson, Han Bennink, Daisuke Terauchi, Wolter Wierbos, Achim Kaufmann, Ingebrigt Håker Flaten, John Dikeman, Andy Moor, Luc Ex, Iman Spaargaren, dem London Improvisers Orchestra und dem Vienna Improvisers Orchestra.

## Diskographische Hinweise
- Lily’s Déjà Vu: Music From Another Ass (Trytone 2013)
- Celano / Badenhorst / Baggiani: Lili & Marleen (Clean Feed 2018)
- Lina Allemano, John Dikeman, Leo Svirsy, Marcos Baggiani: The 2nd Path to NowHere (2021)
- Celano – Badenhorst – Baggiani Feat. Wolfert Brederode: Carnet Imaginaire (Challenge Records 2022)